# Prix Giovanni Comisso
Le Prix littéraire Giovanni Comisso - Région de Vénétie - Ville de Trévise est un prix littéraire italien qui est décerné chaque année à Trévise pour une œuvre de fiction italienne et une œuvre biographique, ouvert également aux auteurs étrangers pour autant qu'ils soient traduits et édités en Italie et publiés dans l'année en cours. Le prix est organisé par l'Association Amici di Giovanni Comisso. En 2020, le prix célèbre la XXXIXe édition .

## Histoire
Le « prix littéraire Giovanni Comisso » est créé à Trévise en 1979 par un groupe d'amis de l'écrivain. Pendant 16 ans, il a été présidé par Bruno Visentini et Giulietta Masina comme marraine. Il a ensuite été présidé par Cino Boccazzi, Neva Agnoletti et depuis 2016 par Ennio Bianco . Le prix est sponsorisé par la région de Vénétie, la municipalité de Trévise, la Chambre de commerce de Trévise - Belluno et par Assindustria Veneto Centro (anciennement Unindustria Treviso) ainsi que par un grand nombre d'entreprises partenaires du prix Comisso .
Le site institutionnel du « Prix Comisso », collecte les informations historiques, le règlement et propose dans la section Rileggere Comisso de nombreux écrits de l' auteur de Trévise parus dans des journaux, hebdomadaires et mensuels. La section Piazza Comisso se consacre à la scène culturelle actuelle avec des contributions d'écrivains, d'auteurs de théâtre, de poètes, de musiciens, de critiques littéraires et artistiques, d'artistes et de designers.

## Œuvres primées
2024
- Fiction :  "Di cosa è fatta la speranza" de Emmanuel Exitu
- Biographie : "Adelaida" de Adrian Bravi
- Under 35 : "Nella stanza dell'imperatore" de Sonia Aggio
- Prix de carrière pour les écrivains vénitiens : Patrizia Valduga

2023
- Fiction : "Arrocco siciliano" de Costanza DiQuattro
- Biographie : "La Sibilla. Vita di Joyce Lussu" di Silvia Ballestra
- Under 35 : "Cieli in fiamme" de Mattia Insolia
- Prix de carrière pour les écrivains vénitiens : Ferdinando Camon

2022
- Fiction : Il digiunatore de Enzo Fileno Carabba
- Biographie : Belle Green de Alexandra Lapierre
- Under 35: L'Orchestra rubata di Hitler de Silvia Montemurro
- Premio alla Carriere per Scrittori Veneti a Antonia Arslan

2021
- Fiction : Pianura de Marco belpoliti
- Biographie : Al cuore dell'Impero de Alessandra Necci
- Under 35: Lingua Madre de Maddalena Fingerle

2020
- Fiction : Figlio del lupo de Romana Petri
- Biographie : Margaret Thatcher. Biografia della donna e della politica de Elisabetta Rosaspina
- Under 35: Il libro del Sole de Matteo Trevisani

2019
- Fiction : Icarus. Ascesa e caduta di Raul Gardini de Matteo Cavezzali
- Biographie : Leo Longanesi. Una vita controcorrente de Franco Gàbici
- Under 35: Dai tuoi occhi solamente de Francesca Diotallevi[3].

2018
- Fiction : La casa dei bambini, de Michele Cocchi
- Biographie : Bobi Bazlen. L’ombra di Trieste de Cristina Battocletti

2017
- Fiction : Lo spregio de Alessandro Zaccuri
- Biographie : Vite minuscole' de Pierre Michon

2016
- Fiction : Questa vita tuttavia mi pesa molto de Edgardo Franzosini
- Biographie : Di questo amore non si deve sapere de Ritanna Armeni[4].

2015
- Fiction :L’affare Vivaldi de Federico Maria Sardelli
- Biographie : La ragazza delle camelie. Vita e leggenda di Marie Duplessis de Julie Kavanagh

2014
- Fiction : Ultimo viaggio di Odoardo Bevilacqua de Alberto Cristofori
- Biographie : Ernst Jünger. Una vita lunga un secolo de Heimo Schwilk

2013
- Fiction : Giallo d’Avola de Paolo Di Stefano
- Biographie : Dante. Il romanzo della sua vita de Marco Santagata

2012
- Fiction : Villa Gradenigo de Giuseppe Bevilacqua
- Biographie : Vita di Giorgio Labò de Pietro Boragina

2011
- Fiction : Non tutti i bastardi sono di Vienna de Andrea Molesini
- Biographie : Lorenzo Da Ponte. Una vita fra musica e letteratura 1749 – 1838 de Lorenzo Della Cha

2010
- Fiction : Spavento de Domenico Starnone
- Biographie : Jacopo Tintoretto e i suoi figli. Storia di una famiglia veneziana de Melania Mazzucco

2009
- Fiction : Bianco de Marco Missiroli
- Biographie : Ossa di Berdicev. La vita e il destino di Vasilij Grossman de John et Carrol Garrard

2008
- Fiction : Re in fuga. La leggenda di Bobby Fischer de Vittorio Giacopini
- Biographie : La vita e i tempi di Petrarca de Karlheinz Stierle

2007
- Fiction : Fai di te la notte de Giorgio Scianna
- Biographie : Ravel de Jean Echenoz

2006
- Fiction : Il passato davanti a noi de Bruno Arpaia
- Biographie : Possiedo la mia anima de Nadia Fusini

2005
- Fiction : E’ stato il figlio de Roberto Alajmo
- Biographie : I migliori anni della nostra vita de Ernesto Ferrero

2004
- Fiction : La straduzione de Laura Pariani
- Biographie : James Joyce de John McCourt

2001
- Fiction : Conclave de Roberto Pazzi
- Biographie : Thomas Moore. Una sfida alle modernità de Peter Ackroid

2000
- Fiction : La straniera de Younis Tawfik
- Biographie : Tempi di malafede de Sandro Gerbi

1998
- Fiction : Il talento de Cesare De Marchi
- Biographie : Abert Camus: una vita de Oliver Todd
- Littérature de voyage : Il cammello battriano de Stefano Malatesta

1997
- Fiction : Perros de Espana de Fabrizio Dentice
- Biographie : Georges Simenon de Stanley G. Eskin

1996
- Fiction : Le stagioni di Giacomo de Mario Rigoni Stern
- Biographie : Hitler e Stalin: Vite parallele de Alan Bullock

1995
- Fiction : Le maschere de Luigi Malerba
- Biographie : Il bottone di Puskin de Serena Vitale

1994
- Fiction : Nemici di famiglia de Maria Brunelli
- Biographie : Cara Eleonora de Maria Antonietta Macciocchi
- Poésie : Lume dei tuoi misteri de Giovanni Giudici

1993
- Fiction : Il ritratto della Gioconda de Sergio Ferrero
- Biographie : Darwin de Adrian Desmond et James Moore

1992
- Fiction : Ultime isole de Paolo Barbaro
- Biographie : Il lungo freddo de Miriam Mafai

1991
- Fiction : Vento largo de Francesco Biamonti
- Biographie : Stendhal de Michel Crouzet

1990
- Fiction : La cattiva figlia de Carla Cerati

1989
- Fiction : L’estate del ’42 de Renzo Zorzi
- Biographie : Maria Antonietta de Joan Haslip

1988
- Fiction : L’oro del mondo de Sebastiano Vassalli
- Biographie : Chaplin: la vita e l'arte de David Robinson

1987
- Fiction : Egnocus e gli efferati de Fabrizio Dentice[5].
- Biographie : La vita in fiamme de Anthony Burgess

1986
- Fiction : Atlante occidentale de Daniele Del Giudice
- Biographie : Il cavaliere dei Rossomori de Giuseppe Fiori

1985
- Fiction : Piccoli equivoci senza importanza de Antonio Tabucchi
- Biographie : San Francesco de Julien Green

1984
- Narrativa: La pioggia tiepida de Tonino Guerra
- Biographie : La vita di Karen Blixen de Judith Thurmann
- Poésie :Lume dei tuoi misteri de Giovanni Giudici

1983
- Fiction : L’eleganza è frigida de Goffredo Parise
- Biographie : Borges de Emir Rodríguez Monegal

1982
- Fiction : Stramalora de Gian Antonio Cibotto
- Biographie : Italo Svevo de Enrico Ghidetti

1981
- Fiction : Treno di panna de Andrea De Carlo
- Biographie : Italo Svevo de Enrico Ghidetti

1980
- Fiction : Il sorriso di Giulia de Luca Canali

1979
- Fiction : Il Giorno del giudizio de Salvatore Satta
- Contes: Racconti della Contea di Levante de Paolo Bertolani